# Cauvèira
Cauvèira (en francès Caubeyres) és un municipi francès situat al departament d'Òlt i Garona i a la regió de la Nova Aquitània.

## Demografia
| 1962                                       | 1968 | 1975 | 1982 | 1990 | 1999 | 2006 |
| ------------------------------------------ | ---- | ---- | ---- | ---- | ---- | ---- |
| 167                                        | 178  | 144  | 117  | 102  | 135  | 170  |
| Des de 1962: població sense dobles comptes |      |      |      |      |      |      |

## Administració
| Període   | Identitat          | Partit |
| --------- | ------------------ | ------ |
| 1983-2001 | Guy Chinour        |        |
| 2001-     | Jean-Jacques Banel |        |